# フルチーン
フルチーン（チェコ語: Hlučín [ˈɦlutʃiːn]、ドイツ語: Hultschin、ポーランド語: Hulczyn）は、チェコの町。フルチーン地域の中心地であり、モラヴィア・スレスコ州オパヴァ郡に属する。2016年時点の人口は約14,500人。
かつてフルチーンはオパヴァ公国の一部であったが、第一次シュレージエン戦争後のベルリン条約によってオパヴァ川を境にハプスブルク君主国領とプロイセン王国領に分断された。町は第一次世界大戦後の1920年にチェコスロバキア領となるが、フルチーンを含む旧プロイセン領シレジア地域の領有を巡ってはドイツ、チェコ、ポーランドの間で大きな議論を生んだ。1938年のミュンヘン協定後、フルチーンはナチス・ドイツに併合され、再びプロイセン・シレジアの一部となると共にドイツ名の Hultschin へと改称された。第二次世界大戦後の1945年、フルチーンは再度チェコスロバキア領となり、ドイツ系住民の多くは追放された。